# تراونیکی (استان اوپوله)
تراونیکی (به لهستانی: Trawniki) یک منطقهٔ مسکونی در لهستان است که در گمینا پاوووویچکی واقع شده‌است.